# Celebrators of Becoming
Celebrators of Becoming es una caja recopilatora realizado por la banda Therion el 5 de mayo de 2006. Contiene 4 DVD y 2 CD de audio. Fue puesto a la venta en dos versiones, la versión Digipack y la versión normal. El arte de la portada fue hecho por Thomas Ewerhard.

## Contenido

### DVD: Disco 1
En vivo en México, 2004.
1. "Intro"
2. "Blood of Kingu"
3. "Uthark Runa"
4. "Seven Secrets of the Sphinx"
5. "Asgård"
6. "Son of the Sun"
7. "Invocation of Naamah"
8. "Typhon"
9. "Draconian Trilogy"
10. "Flesh of the Gods"
11. "Schwarzalbenheim"
12. "Ginnungagap"
13. "In Remembrance"
14. "Wild Hunt"
15. "The Invincible"
16. "Melez"
17. "Rise of Sodom and Gomorrah"
18. "The Khlysti Evangelist"
19. "Siren of the Woods"
20. "Quetzalcoatl"
21. "Wine of Aluqah"
22. "Cults of the Shadow"
23. "To Mega Therion"
24. "Iron Fist" (Motörhead cover)
25. "Outro"

### DVD: Disc 2
Documental de la banda sobre su tour de Lemuria y Sirius b, con algunas presentaciones en vivo

#### América Latina, 2004
Guadalajara, México:
1. "Soundcheck Guadalajara" – 1:19

El Salvador:
1. "Before Show" – 0:32
2. "Stage Excerpt Seven Secrets" / "Atlantis" / "Siren" – 5:10
3. "After Show" – 0:28

Colombia:
1. "Blood of Kingu" – 5:28
2. "Rise of Sodom and Gomorrah" – 6:50

Bolivia:
1. "A Day in La Paz" – 22:22
2. "Wine of Aluqah" – 4:47

#### Norteamérica, 2005
Chicago, U.S.:
1. "Seven Secrets of the Sphinx" – 3:58
2. "Black Sun" – 5:29

Quebec City, Canadá:
1. "Wine of Aluqah" – 5:05
2. "Black Funeral" – 2:58

#### Este de Europa, 2004-2006
Moscú, Rusia:
1. "Russian Anthem" – 1:26

Kiev, Ucrania:
1. "I Wanna Be Somebody" – 4:18

Bucarest, Romania:
1. "Black Funeral" – 3:16
2. "Iron Fist" – 4:20

Ankara, Turkey:
1. "Singing a’ Capella in the Dark" – 3:52
2. "Drumming in the Dark" – 3:42

#### Europa, 2004
Viena, Austria:
1. "Khlysti Evangelist" – 4:42

París, Francia:
1. "Uthark Runa" – 4:48
2. "Asgård" – 4:02
3. "The Crowning of Atlantis" – 5:12
4. "The invincible" – 5:17

Amberes, Bélgica:
1. "Melez" – 4:13

Estrasburgo, Francia:
1. "Uthark Runa" – 5:02

Stuttgart, Alemania:
1. "Backstage" – 0:31
2. "Uthark Runa" – 4:51

Budapest, Hungría:
1. "Typhon" – 5:28
2. "Cults of the Shadow" – 5:19

Varsovia, Polonia:
1. "Siren of the Woods" – 4:52

Pratteln, Suiza:
1. "Iron Fist" – 3:33

Toulouse, Francia:
1. "Caffeine" – 6:03 (As Trail of Tears guests)
2. "Rise of Sodom and Gommorrah" – 6:33
3. "Cults of the Shadow" / "To Mega Therion" / "Black Funeral" / "Iron Fist" – 15:12

### DVD: Disco 3

#### En vivo en el Wacken Open Air, 2001
1. "Seven Secrets of the Sphinx"
2. "The Invocation of Naamah"
3. "Cults of the Shadow"
4. "Birth of Venus Illegitima"
5. "In the Desert of Set"
6. "The Rise of Sodom and Gomorrah"
7. "Wine of Aluqah"
8. "To Mega Therion"

#### Therion grabando en el estudio
Video tomado en Prague, Czech Republic.
1. "Recording Orchestra" – 3:06
2. "Chris Follow Notes" – 0:31
3. "Harpsichord Close Up" – 0:12
4. "Recording Choir" – 2:33
5. "Recording Tenor" – 0:33

#### Sun Studio and Vor Frelsers Church
Recorded in Copenhague, Denmark.
1. "Recording Hammond Organ" – 2:50
2. "Introducing the Mellotron" – 6:14
3. "Recording Mellotron" – 1:18
4. "Close Up Upon and Soundcheck of Church Organ" – 2:27
5. "Recording Church Organ" – 1:23
6. "Checking Result of Church Organ Recording" – 2:34
7. "Planning Mix" – 0:55
8. "Mixing "Son of the Sun"" – 4:10
9. "Mixing "Lemuria"" – 0:53

#### Reporte Del Estudio
Modern Art Studio, Estocolmo, Sweden.
1. "Drums and Guitar" – 21:17
2. "Mandolin Test of Harmonies" – 0:35
3. "Mandolin Recordings" – 5:45
4. "Piotr Entfesselt" – 4:50
5. "Dreams of Piotrenborg" – 1:08

#### Videos musicales
Todos los videos de la banda hasta el 2006:
1. "Pandemonic Outbreak" (1992)
2. "A Black Rose" (1993)
3. "The Beauty in Black" (1995)
4. "To Mega Therion" (1996)
5. "In the Desert of Set" (1997)
6. "Birth of Venus Illegitima" (1998)
7. "Summernight City" (2001)

### DVD: Disco 4
Disco histórico que contiene varias presentaciones en vivo de ellos desde sus comienzos hasta el 2001
Strömstad, Suecia, 1989:
1. "Paroxysmal Holocaust"

Rinkeby, Suecis, 1989:
1. "Asphyxiate with Fear"

Helsinki, Finlandia, 1990:
1. "Dark Eternity"

Beyond Sanctorum - Huddinge, Suecia, 1992:
1. "The Return"

Beyond Sanctorum - Borås, Suecia, 1992:
1. "Enter the Depths of Eternal Darkness"

Beyond Sanctorum - Upsala, Suecia, 1992:
1. "Pandemonic Outbreak"

Symphony Masses: Ho Drakon Ho Megas tour - Huddinge, Suecia, 1993:
1. "Dawn of Persihness"

Zug, Suiza, 1994:
1. "Baal Reginon"

Lepaca Kliffoth Buenos Aires, Argentina, 1995:
1. "Wings of the Hydra"
2. "Melez"
3. "Symphony of the Dead"
4. "A Black Rose"
5. "Dark Princess Naamah"
6. "Let the New Day Begin"
7. "Dawn of Perishness"
8. "Black"

Theli tour - Vilna, Lituania, 1996:
1. "Cults of the Shadow"

Theli tour 2 - Salónica, Grecia, 1992:
1. "To Mega Therion"

Vovin tour - Oporto, Portugal, 1998:
1. "Rise of Sodom and Gomorrah"
2. "Black Sun"

Deggial separate show in México, 2000:
1. "Enter Vril-Ya"

Deggial tour - Vilna, Lituania, 2000:
1. "Behind the Scenes: Before a Show"
2. "Riders of Theli"
3. "The Niemann Brothers' Jam"
4. "To Mega Therion"
5. "The Wings of the Hydra"
6. "Behind the Scenes: After a Show"

Secret of the Runes tour - La Paz, Bolivia, 2001:
1. "Seawinds"
2. "Asgård"
3. "Secret of the Runes"
4. "Summernight City"
5. "Beauty in Black"

Behind the Scenes 1:
1. Budapest, Hungría and Hamburgo, Alemania

### En vivo en la Ciudad de México
Los dos CD contienen las canciones tocadas en el concierto de México, 2004.

#### CD 1
1. "Intro" – 0:27
2. "Blood of Kingu" – 5:26
3. "Uthark Runa" – 5:33
4. "Seven Secrets of the Sphinx" – 3:45
5. "Asgård" – 4:32
6. "Son of the Sun" – 5:43
7. "Invocation of Naamah" – 5:38
8. "Typhon" – 4:37
9. "Draconian Trilogy" – 6:43
10. "Flesh of the Gods" – 4:11
11. "Schwarzalbenheim" – 3:33
12. "Ginnungagap" – 5:13

#### CD 2
1. "In Remembrance" – 6:34
2. "Wild Hunt" – 4:01
3. "The Invincible" – 5:22
4. "Melez" – 3:59
5. "Rise of Sodom and Gomorrah" – 6:52
6. "The Khlysti Evangelist" – 4:53
7. "Siren of the Woods" – 9:58
8. "Quetzalcoatl" – 3:38
9. "Wine of Aluqah" – 4:46
10. "Cults of the Shadow" – 5:19
11. "To Mega Therion" – 7:09
12. "Iron Fist" – 5:14

- Datos: Q2943898